# Pierre Frank Laporte
 (juin 2024).
Pour les articles homonymes, voir Pierre Laporte (homonymie).
Pierre Frank Laporte est économiste seychellois qui a occupé des postes importants au sein du gouvernement seychellois et des institutions financières internationales.

## Biographie
Laporte est titulaire d'une maîtrise en économie sociale de l'Université de Sheffield et d'un baccalauréat en économie d'entreprise et informatique de l'Université de Surrey.
Laporte a commencé sa carrière à la Banque centrale des Seychelles en 1999, occupant divers postes. En 2002, il a rejoint le Fonds monétaire international (FMI), en tant que représentant local du FMI au Niger à partir de 2005. Dans ce rôle, il a beaucoup travaillé avec le gouvernement, les donateurs et le secteur privé pour mettre en œuvre des réformes économiques.
De novembre 2008 à mars 2012, Laporte a été gouverneur de la Banque centrale des Seychelles, succédant à Francis Chang Leng.
En 2012, il a été nommé ministre des Finances, du Commerce et de l'Investissement, poste qu'il a occupé jusqu'en 2015. Durant son mandat de ministre, Caroline Abel a succédé au poste de gouverneur de la banque centrale.
En octobre 2015, après son passage au poste de ministre des Finances, Laporte a commencé à travailler à la Banque mondiale en tant que directeur.